# Вишнёвое (Коростенский район)
Вишнёвое (укр. Вишневе; до 2016 года — Радянское, до 1960 года Старая Богушовка) — село на Украине, основано в 1832 году, находится в Коростенском районе Житомирской области. Расположено на реке Саженка (Сажалка).
Код КОАТУУ — 1822382007. Население по переписи 2001 года составляет 110 человек. Почтовый индекс — 11566. Телефонный код — 4142. Занимает площадь 0,053 км².

## История
- 2016 — Верховная Рада переименовала село Радянское в село Вишнёвое[1].

## Адрес местного совета
11530, Житомирская область, Коростенский р-н, Калиновка, ул. Центральная, 8